# ジェイコブ・ビーザー
ジェイコブ・ビーザー（Jacob Beser、1921年5月15日 - 1992年6月17日）は、第二次世界大戦中のアメリカ陸軍航空軍の軍人であり、1945年8月の2回の日本への原子爆弾投下の両方に従軍した唯一の人物である。

## 背景
ビーザーはメリーランド州ボルチモアで1921年5月15日に生まれ、そこで育った。ボルチモア・シティ・カレッジ（高校）を1938年6月に卒業した。同年にジョンズ・ホプキンズ大学に入学して機械工学を学んだが、1941年12月の真珠湾攻撃の翌日に大学を中退し、陸軍航空軍に入隊した。ビーザーはユダヤ人であり、ヒトラーと戦うことを熱望していた。
ビーザーはその学歴からロスアラモス国立研究所に送られ、マンハッタン計画における兵器の発射と信管に関する研究に従事した。ビーザーはここで、ロバート・ブロード、ノーマン・ラムゼー、ニールス・ボーア、エンリコ・フェルミ、エドワード・ドール、レズリー・グローヴスなどの様々な著名人と出会い、その一部とは一緒に仕事した。

## 原爆投下
ビーザーは、日本への原子爆弾投下を担当する第509混成部隊に配属された。この部隊は、1944年12月17日にユタ州のウェンドーバー陸軍飛行場で訓練を開始し、1945年5月にテニアン島に派遣された。この部隊はパンプキン爆弾と呼ばれるファットマンの模擬爆弾を使って日本各地で原爆投下の訓練を行った。この部隊の第1兵器中隊は、原爆の取り扱いを担当していた。
1945年8月6日、初めて実戦で使用された原子爆弾であるリトルボーイが、B-29爆撃機「エノラ・ゲイ」によって広島市上空で投下され、約7万人が死亡した。ビーザーは、レーダー技士としてエノラ・ゲイに搭乗していた。リトルボーイは、搭載されたレーダー高度計が所定の高度を測定した時に爆発するように設計されていた。ビーザーの任務は、高度計の動作を監視し、想定よりも早い爆発を引き起こすような干渉がないか確認することだった。リトルボーイは午前8時15分17秒（日本時間）にエノラ・ゲイから投下された。ビーザーは、爆発自体は見なかったが、爆発の光で機内が明るくなった瞬間に、原爆からのレーダーの信号が途絶えたことを確認した。
その3日後の8月9日、B-29爆撃機「ボックスカー」が長崎市上空で原子爆弾ファットマンを投下した。ビーザーはこの飛行機にも同じ任務で搭乗していた。両方の原爆投下任務に参加したのはビーザーのみだった。

## 戦後
ビーザーは、1946年にニューメキシコ州に開設されたサンディア国立研究所の設立メンバーの一人だった。その後、故郷のボルチモアに戻り、1950年代半ばからウェスチングハウス・エレクトリック・システムズで防衛に関するプロジェクトに長く従事した。
ビーザーは、2度の原爆投下任務の両方に従事した唯一の人物として、たびたびインタビューを受けた。ビーザーは著書で次のように書いている。
私は長年、2つの質問をされてきました。(1)もう一度同じことをしますか? (2)広島の破壊に関わったことに罪悪感はありますか?

1つ目の質問は、決断がなされた時代の文脈を考慮する必要があります。1945年と同じ状況下であれば、私は迷わず同じ任務に参加するでしょう。

（2つ目の質問には）いいえ、私が果たした小さな役割に対して、悲しみや後悔は全くありません。そんな思いをするのはおかしい。私は、真珠湾攻撃と日本の残虐行為の全てを忘れません。私は、これら全てが我が国にもたらした衝撃を忘れません。道徳論は聞きたくありません。戦争は本質的に不道徳なものです。原子爆弾で死ぬことと、通常の爆弾で死ぬことは、何が違うというのでしょうか?
ビーザーは、原爆投下任務の経験に関する本"Hiroshima & Nagasaki Revisited"（広島長崎再考）を1988年に執筆した。
ビーザーはアマチュア無線家であり、コールサインはW3NODだった。

## 勲章
ビーザーは以下の勲章を受章した。
|  |             |   |
|  |             |   |
|  |             | V |
|  | Bronze star |   |

| 陸軍航空軍オブザーバー・バッジ |                                       |                              |
| シルバースター                 |                                       |                              |
| 殊勲飛行十字章                 | エア・メダル                          | 航空殊勲部隊章 Vデバイス付き |
| アメリカ従軍記章               | アジア太平洋従軍記章 銅の従軍星章付き | 第二次世界大戦戦勝記念章     |